# Homens de Honra
Men of Honor (prt/bra Homens de Honra) é um filme norte-americano, de 2000, dirigido por George Tillman Jr., com roteiro de Scott Marshall Smith. A trilha sonora é de Mark Isham.
É baseado na história verídica do Sargento Carl Brashear.
No elenco, Cuba Gooding Jr., Robert de Niro, Charlize Theron e Powers Boothe, entre outros.

## Sinopse
Carl Brashear (Cuba Gooding Jr.) veio de uma humilde família negra, que vivia em uma área rural em Sonora, Kentucky. Ainda garoto, no início dos anos 50, já adorava mergulhar, sendo que quando jovem se alistou na Marinha esperando se tornar um mergulhador. Inicialmente Carl trabalha como cozinheiro que era uma das poucas tarefas permitidas a um negro na época.
Quando resolve mergulhar no mar em uma sexta-feira acaba sendo preso, pois os negros só podiam nadar na terça-feira, mas sua rapidez ao nadar é vista por todos e assim se torna um "nadador de aluguel", por iniciativa do capitão Pullman (Powers Boothe). Quando Brashear solicita a escola de mergulhadores encontra o comandante Leslie Sunday (Robert De Niro), um instrutor de mergulho áspero e tirânico que tem absoluto poder sobre suas decisões. No princípio, é um fato quando os outros aspirantes brancos, exceto Snowhill (Michael Rapaport), que por isto foi perseguido por Sunday - se negam a compartilhar um alojamento com um negro.
Mas a coragem e determinação de Brashear impressionam Sunday e os dois se tornam amigos quando Brashear tem de lutar contra o preconceito e a burocracia militar, que quer acabar com seus sonhos de se tornar comandante e reformá-lo. Chegou a função de Mergulhador de Combate Chefe da Marinha dos EUA. Carl foi o primeiro afro-americano a receber tal título. O filme aborda a discriminação racial tão comum nos EUA na década de 40  e enfatiza a determinação para conquistar seus objetivos.

### Precisão Histórica
O personagem Snowhill não eixstiu foi criado no lugar do sargento da Marinha do Brasil Alberto José do Nascimento, onde o mesmo informou em entrevista no ano de 2004 as seguintes informações acerca da veracidade do filme, a primeira declaração é a respeito do personagem Snowhill:
“Fui eu quem fiquei no alojamento, então aquele cara do filme está me representando. Agora, aquela gagueira, todo o resto que acontece ao personagem é fantasia. Um cara como ele não entraria nunca em uma escola de elite feito aquela. Ali só entravam os melhores” 
A segunda declaração dada na entrevista é a respeito do salvamento de um colega dentro de um navio naufragado durante o curso onde Carl Brashear não foi abandonado por outro colega durante o salvamento e sim foi realizado em conjunto com o sargento Alberto e não houve uma medalha entregue a ninguem:
“Teve esse salvamento, mas ele não aconteceu assim. Não houve medalha e também não foi um americano que participou da operação, e sim eu. Como no filme, Brashear ficou muito irritado diante da injustiça”

## Elenco
- Robert De Niro — mergulhador chefe Leslie W. 'Billy' Sunday
- Cuba Gooding Jr. — Carl Brashear
- Charlize Theron — Gwen Sunday
- Aunjanue Ellis — Jo
- Hal Holbrook — capitão de mar e guerra 'Sr. Pappy'
- Michael Rapaport — Snowhill
- Powers Boothe — capitão de fragata Pullman
- David Conrad - capitão de mar e guerra Hanks
- David Keith — capitão de mar e guerra Hartigan
- Holt McCallany — Dylan Rourke
- Joshua Leonard — Timothy Douglas Isert
- Dennis Troutman — Boots
- Joshua Feinman — DuBoyce